# Nati nel 1906/Luglio
| Questa pagina contiene informazioni ricavate automaticamente dalle voci biografiche con l'ausilio del template Bio e di un bot. L'aggiornamento è periodico e automatico e ricostruisce completamente la pagina. Se manca una persona in questa lista, sei pregato di non aggiungerla, ma accertati piuttosto che la sua voce biografica contenga il template Bio e che i dati anagrafici siano correttamente compilati. Se il template Bio manca, inseriscilo tu stesso o, in alternativa, metti l'avviso {{tmp\|Bio}} che ne segnala la mancanza. Se i dati riportati sono sbagliati, correggi direttamente la voce biografica; le modifiche saranno visibili in questa lista entro pochi giorni. Per chiarimenti vedi il progetto biografie. La lista contiene solo le 134 persone che sono citate nell'enciclopedia e per le quali è stato implementato correttamente il template Bio. Pagina aggiornata al 26 lug 2025. |

- 1º luglio - Luigi Del Pietro, presbitero svizzero († 1977)
- 1º luglio - Jean Dieudonné, matematico francese († 1992)
- 1º luglio - Grazia Giuntoli, politica italiana († 1994)
- 1º luglio - Georges Laederach, cestista svizzero
- 1º luglio - Renzo Tarabusi, sceneggiatore italiano († 1968)
- 2 luglio - Hans Bethe, fisico e astronomo tedesco († 2005)
- 2 luglio - Eugenio Calò, partigiano italiano († 1944)
- 2 luglio - Károly Kárpáti, lottatore ungherese († 1996)
- 2 luglio - Alan Webb, attore inglese († 1982)
- 3 luglio - Jack Earle, attore statunitense († 1952)
- 3 luglio - Franco Floris, compositore italiano († 1998)
- 3 luglio - Hilde Körber, attrice austriaca († 1969)
- 3 luglio - Alberto Lleras Camargo, giornalista, politico e diplomatico colombiano († 1990)
- 3 luglio - George Sanders, attore britannico († 1972)
- 4 luglio - Livio Fabro, calciatore italiano († 1983)
- 4 luglio - Kurts Strazdiņš, calciatore lettone († 1955)
- 4 luglio - Guglielmo di Prussia, principe tedesco († 1940)
- 5 luglio - Gentil Cardoso, allenatore di calcio brasiliano († 1970)
- 5 luglio - John Crammond, skeletonista britannico († 1978)
- 5 luglio - Walter Laufer, nuotatore statunitense († 1984)
- 6 luglio - Colette Audry, drammaturga, scrittrice e sceneggiatrice francese († 1990)
- 6 luglio - Tula Belle, attrice statunitense († 1992)
- 6 luglio - John Jarlath Dooley, arcivescovo cattolico e missionario irlandese († 1997)
- 6 luglio - Cuth Harrison, pilota automobilistico britannico († 1981)
- 6 luglio - Juan Rizzo, calciatore argentino
- 6 luglio - Jock Thomson, calciatore e allenatore di calcio scozzese († 1979)
- 7 luglio - Nino Cogolli, calciatore italiano († 1991)
- 7 luglio - William Feller, matematico croato († 1970)
- 7 luglio - Anton Karas, musicista austriaco († 1985)
- 7 luglio - Léon Louyet, ciclista su strada belga († 1973)
- 7 luglio - Abdylas Maldybaev, compositore sovietico († 1978)
- 7 luglio - Satchel Paige, giocatore di baseball statunitense († 1982)
- 7 luglio - Mario Sernagiotto, calciatore e allenatore di calcio italiano († 1996)
- 7 luglio - Charles Vaurie, ornitologo statunitense († 1975)
- 7 luglio - Gottfried Wernli, calciatore svizzero
- 8 luglio - Philip Johnson, architetto statunitense († 2005)
- 8 luglio - Primo Zeglio, regista, sceneggiatore e pittore italiano († 1984)
- 9 luglio - Hank Henry, attore, produttore cinematografico e produttore televisivo statunitense († 1981)
- 9 luglio - Elisabeth Lutyens, compositrice britannica († 1983)
- 9 luglio - Walter Sande, attore statunitense († 1971)
- 9 luglio - Amedeo Trilli, attore italiano († 1971)
- 10 luglio - Enrico Carboni, avvocato e politico italiano († 1993)
- 10 luglio - Jorge Icaza, scrittore e drammaturgo ecuadoriano († 1978)
- 10 luglio - Joseph Kirpes, calciatore lussemburghese († 1976)
- 10 luglio - Harold Ridley, oculista britannico († 2001)
- 10 luglio - George Lyttleton Rogers, tennista irlandese († 1962)
- 11 luglio - Renato Baiguera, calciatore italiano († 1976)
- 11 luglio - Alberto Molfino, lottatore italiano († 1977)
- 11 luglio - Ezio Mutti, pittore e scultore italiano († 1987)
- 12 luglio - Ernst Käsemann, insegnante tedesco († 1998)
- 12 luglio - Mario Mannucci, calciatore italiano († 1959)
- 12 luglio - Pietro Tordi, attore italiano († 1990)
- 13 luglio - Albert Wolff, schermidore francese († 1989)
- 14 luglio - Olive Borden, attrice statunitense († 1947)
- 14 luglio - Nello Brambilla, aviatore e ufficiale italiano († 1941)
- 15 luglio - E. Preston Ames, scenografo statunitense († 1983)
- 15 luglio - Lorenzo Bellafontana, liutaio italiano († 1979)
- 15 luglio - Edmund Davies, avvocato e giudice britannico († 1992)
- 15 luglio - Marie van Heel, olandese († 1997)
- 15 luglio - Georges Houyvet, calciatore francese († 1998)
- 15 luglio - Vladimir Pavlovič Kaplunovskij, regista cinematografico sovietico († 1969)
- 15 luglio - Rudolf Uhlenhaut, ingegnere e progettista tedesco († 1989)
- 16 luglio - Gino Arrighi, matematico italiano († 2001)
- 16 luglio - Lee Barnes, astista statunitense († 1970)
- 16 luglio - Fratelli Brancondi, attivista e antifascista italiano († 1944)
- 16 luglio - Giuseppe Damaggio, politico italiano († 1954)
- 16 luglio - Umberto De Martino, schermidore e dirigente sportivo italiano († 1970)
- 16 luglio - Luigi Perdisa, editore italiano († 1985)
- 16 luglio - Vincent Sherman, regista, sceneggiatore e attore statunitense († 2006)
- 16 luglio - James Still, poeta e romanziere statunitense († 2001)
- 17 luglio - John Carroll, attore statunitense († 1979)
- 17 luglio - Dunc Gray, pistard australiano († 1996)
- 17 luglio - Carl-Erik Holmberg, calciatore svedese († 1991)
- 17 luglio - Theodor Hupfauer, funzionario e militare tedesco († 1993)
- 17 luglio - Vilmos Kohut, calciatore e allenatore di calcio ungherese († 1986)
- 17 luglio - Volodymyr Pryjma, ucraino († 1941)
- 18 luglio - Ira Herbert Abbott, ingegnere aeronautico statunitense († 1988)
- 18 luglio - Charles James, stilista britannico († 1978)
- 18 luglio - Sidney Darlington, ingegnere statunitense († 1997)
- 18 luglio - Atilio Granara Costa, calciatore argentino († 1933)
- 18 luglio - Clifford Odets, drammaturgo, regista e sceneggiatore statunitense († 1963)
- 19 luglio - Aldo Aimi, calciatore italiano († 1981)
- 19 luglio - Luigi Delfini, antifascista italiano († 1993)
- 20 luglio - Călin Alupi, pittore rumeno († 1988)
- 20 luglio - Raúl Anganuzzi, schermidore argentino
- 20 luglio - Pietro Ghizzardi, pittore e scrittore italiano († 1986)
- 20 luglio - Robert Theissen, calciatore lussemburghese († 1963)
- 21 luglio - Francisco Figueroa, pallanuotista uruguaiano († 2001)
- 21 luglio - Marcello Pucci, militare italiano († 1937)
- 21 luglio - Caroline Smith, tuffatrice statunitense († 1994)
- 21 luglio - Eugenio Soncini, architetto italiano († 1993)
- 21 luglio - Olena Teliha, poetessa e attivista ucraina († 1942)
- 21 luglio - Teng Yu-hsien, musicista taiwanese († 1944)
- 22 luglio - Marguerite Renoir, montatrice francese († 1987)
- 22 luglio - Richard Webster Lawrence, bobbista statunitense († 1974)
- 22 luglio - Luigi Montanarini, pittore italiano († 1998)
- 23 luglio - Walter Blume, militare e agente segreto tedesco († 1974)
- 23 luglio - Caterina Marcenaro, storica dell'arte, museologa e funzionaria italiana († 1976)
- 23 luglio - Vladimir Prelog, chimico croato († 1998)
- 23 luglio - Chandra Shekhar Azad, rivoluzionario indiano († 1931)
- 24 luglio - Gianfranco Comotti, pilota automobilistico italiano († 1963)
- 24 luglio - Louis François, lottatore francese († 1986)
- 24 luglio - Giuseppe Grosso, giurista e politico italiano († 1973)
- 24 luglio - Clemens Wilmenrod, cuoco e attore tedesco († 1967)
- 24 luglio - Arnaldo Nebbia, calciatore italiano († 1965)
- 25 luglio - Attilio Colacevich, astronomo e matematico italiano († 1953)
- 25 luglio - Ezio Franceschini, latinista italiano († 1983)
- 25 luglio - Irène Hamoir, scrittrice e poetessa belga († 1994)
- 26 luglio - Mario Fontana, calciatore italiano († 1998)
- 26 luglio - Irena Iłłakowicz, militare, agente segreto e patriota polacca († 1943)
- 27 luglio - František Fait, calciatore cecoslovacco († 2002)
- 27 luglio - María Pilar Izquierdo Albero, religiosa spagnola († 1945)
- 27 luglio - Herbert Jasper, medico, neurologo e fisiologo canadese († 1999)
- 28 luglio - Carlo Alberto D'Albertis, velista italiano († 1983)
- 28 luglio - Marino Fasan, militare italiano († 1943)
- 28 luglio - Gottlob Frick, basso tedesco († 1994)
- 28 luglio - Willy Jäggi, calciatore svizzero († 1968)
- 28 luglio - David Littmann, cardiologo statunitense († 1981)
- 28 luglio - Stellio Lozza, politico, partigiano e sindacalista italiano († 1975)
- 28 luglio - Claude Mondésert, teologo francese († 1990)
- 28 luglio - Renato Piattoli, paleografo e diplomatista italiano († 1974)
- 28 luglio - Hermann Schaller, alpinista tedesco († 1931)
- 29 luglio - Žanis Butkus, militare lettone († 1999)
- 29 luglio - Tommaso Gnone, pittore e incisore italiano († 1988)
- 29 luglio - Muzafer Sherif, psicologo turco († 1988)
- 29 luglio - Thelma Todd, attrice statunitense († 1935)
- 30 luglio - Alberto Carlo Blanc, paleontologo e geologo italiano († 1960)
- 30 luglio - Richard Krebs, velocista tedesco († 1996)
- 30 luglio - Mário Quintana, poeta e scrittore brasiliano († 1994)
- 30 luglio - Alex Thépot, calciatore francese († 1989)
- 31 luglio - Neil Cohalan, allenatore di pallacanestro statunitense († 1968)
- 31 luglio - Giuseppe De Meo, statistico italiano († 1996)
- 31 luglio - Beniamino Joppolo, letterato, pittore e drammaturgo italiano († 1963)
- 31 luglio - Vera Mareckaja, attrice sovietica († 1978)